# Rigmor Olsen
Rigmor Olsen née le 12 janvier 1907 à Copenhague et morte le 9 janvier 1994 à Roskilde est une nageuse danoise ayant participé aux Jeux olympiques d'été de 1924 et Jeux olympiques d'été de 1928.
Elle est la sœur d'Agnete Olsen.

## Carrière
Rigmor Olsen remporte trois titres de championne du Danemark sur 100 mètres dos (1922 : 1 min 45 s 80 ; 1923 : 1 min 35 s 80 ; 1925 : 1 min 35 s).
Elle fait donc partie de équipe danoise aux Jeux olympiques d'été de 1924. Engagée sur le 100 mètres dos en individuel, elle déclare forfait. Pour le 4 × 100 mètres, elle participe au relais danois qui nage en 5 min 42 s 40 et termine au pied du podium.
Aux Jeux olympiques d'été de 1928, elle fait aussi partie du relais danois du 4 × 100 mètres. Celui-ci est éliminé dès les séries.